# Jean Broc
Jean Broc (Montignac, 16 de dezembro de 1771–1850) foi um pintor neoclassicista francês. O seu trabalho mais famoso, uma pintura a óleo sobre tela intitulada A morte de Jacinto, foi terminada em 1801 e retrata Jacinto, um belo jovem rapaz íntimo do deus grego Apolo. Um dia, enquanto jogava com um disco, Jacinto foi atingido pelo objecto, o que lhe provocou a morte. A pintura reflecte o luto de Apolo pelo seu companheiro morto. Alguns mitos ligam um invejoso Zéfiro (deus grego do vento oeste) ao incidente, culpando-o por uma rajada de vento da qual resultou a morte do jovem.
Broc estudou sob a tutela de Jacques-Louis David e é conhecido pelo desenvolvimento do grupo intelectual conhecido por Les Primitifs (também conhecido por Barbus ou "Os Barbudos").